# Ligist
Ligist é um município da Áustria, situado no distrito de Voitsberg, no estado da Estíria. Tem 34,62 km² de área e sua população em 2019 foi estimada em 3.255 habitantes.